# Bodil du meilleur scénario
Le prix Bodil du meilleur scénario est un prix cinématographique décerné lors de la cérémonie annuelle du prix Bodil, qui est décerné par l'Association danoise des critiques de cinéma en collaboration avec les dramaturges danois. 
Le prix a été décerné pour la première fois lors de la cérémonie des Bodil en 2015.

## Récipiendaires

### Années 2010
| Année | Destinataires                        | Film                    |
| ----- | ------------------------------------ | ----------------------- |
| 2015  | Christian Torpe                      | Stille hjerte           |
| 2016  | May el-Toukhy et Maren Louise Käehne | Lang historie kort (da) |
| 2017  | Christian Tafdrup                    | Parents                 |
| 2018  | Adam August et Fenar Ahmad           | Darkland                |
| 2019  | Jacob Weiss                          | Den tid på året (da)    |

### Années 2020
| Année                                               | Destinataires                                | Film                       |
| --------------------------------------------------- | -------------------------------------------- | -------------------------- |
| 2020                                                | René Frelle Petersen                         | Kris ou les Champs du cœur |
| 2021                                                | Thomas Vinterberg et Tobias Lindholm         | Drunk                      |
| 2022                                                | Maya Ilsøe, Jesper Fink et Charlotte Sieling | Margrete : Reine du Nord   |
| 2023                                                | Ali Abbasi et Afshin Kamran Bahrami          | Les Nuits de Mashhad       |
| 2024                                                | Malou Reymann et Sara Isabella Jonsson       | Ustyrlig (da)              |
| 2025                                                |                                              |                            |
| Nagieb Khaja, Jesper Fink et Charlotte Sieling      | Vejen hjem                                   |                            |
| Christina Rosendahl                                 | Fuld af kærlighed (da)                       |                            |
| Mads Matthiesen                                     | Mr. Freeman (da)                             |                            |
| Niclas Bendixen, Christian Torpe et Kristian Halken | Rom (da)                                     |                            |
| Emil Nygaard Albertsen et Gustav Møller             | Sons                                         |                            |